# Paradoxornis conspicillatus
Paradoxornis conspicillatus é uma espécie de ave da família Timaliidae.
É endémica da China.
Os seus habitats naturais são: florestas temperadas e regiões subtropicais ou tropicais húmidas de alta altitude.